# 王恩涌
王恩涌（1927年—2023年2月2日），安徽凤阳人，中国文化地理学家和地理教育家，北京大学教授。

## 生平
出生在安徽凤阳县临淮关。高中毕业于南京金陵大学附属中学。
1949年进入清华大学地学系地理组学习。1952年，因院系调整，转入北京大学地质地理系自然地理专业。1953年初毕业。2013年获北京大学第三届蔡元培奖。